# العلاقات الألبانية الفرنسية
العلاقات الألبانية الفرنسية هي العلاقات الثنائية التي تجمع بين ألبانيا وفرنسا.

## مقارنة بين البلدين
هذه مقارنة عامة ومرجعية للدولتين:
| وجه المقارنة                                              | ألبانيا                                                    | فرنسا                                                    |
| --------------------------------------------------------- | ---------------------------------------------------------- | -------------------------------------------------------- |
| المساحة (كم2)                                             | 28.75 ألف                                                  | 643.80 ألف                                               |
| عدد السكان (نسمة)                                         | 3.02 مليون                                                 | 67.12 مليون                                              |
| الكثافة السكانية (ن./كم²)                                 | 105.04                                                     | 104.26                                                   |
| العاصمة                                                   | تيرانا                                                     | باريس                                                    |
| اللغة الرسمية                                             | اللغة الألبانية                                            | لغة فرنسية                                               |
| العملة                                                    | ليك ألباني                                                 | يورو، فرنك س ف ب، فرنك فرنسي، Livre tournois ‏            |
| الناتج المحلي الإجمالي (بليون دولار)                      | 13.04 مليار                                                | 2.58 تريليون                                             |
| الناتج المحلي الإجمالي (تعادل القوة الشرائية) بليون دولار | 33.17 مليار                                                | 2.87 تريليون                                             |
| الناتج المحلي الإجمالي الاسمي للفرد دولار أمريكي          | 3.94 ألف                                                   | 36.20 ألف                                                |
| الناتج المحلي الإجمالي للفرد دولار أمريكي                 | 11.11 ألف                                                  | 39.33 ألف                                                |
| مؤشر التنمية البشرية                                      | 0.764                                                      | 0.888                                                    |
| رمز المكالمات الدولي                                      | +355                                                       | +33                                                      |
| رمز الإنترنت                                              | .al                                                        | .fr، .bzh ‏، .tf، .re، .wf، .yt، .pm، .paris              |
| المنطقة الزمنية                                           | توقيت وسط أوروبا، ت ع م+01:00، ت ع م+02:00، أوروبا/تيرانا ‏ | أوروبا/باريس ‏، توقيت وسط أوروبا، توقيت وسط أوروبا الصيفي |

## مدن متوأمة
في ما يلي قائمة باتفاقيات التوأمة بين مدن ألبانية وفرنسية:
- ترتبط تيرانا مع مارسيليا باتفاقية توأمة.

## منظمات دولية مشتركة
يشترك البلدان في عضوية مجموعة من المنظمات الدولية، منها:
| علم المنظمة | اسم المنظمة                               | تاريخ انضمام ألبانيا | تاريخ انضمام فرنسا |
| ----------- | ----------------------------------------- | -------------------- | ------------------ |
|             | منظمة التجارة العالمية                    | ?                    | 1995               |
|             | الأمم المتحدة                             | 14 ديسمبر 1955       | 24 أكتوبر 1945     |
|             | حلف شمال الأطلسي                          | 1 أبريل 2009         | 4 أبريل 1949       |
|             | الاتحاد الدولي للاتصالات                  | 2 يونيو 1922         | 1866               |
|             | مجلس أوروبا                               | ?                    | 5 مايو 1949        |
|             | يونسكو                                    | 16 أكتوبر 1958       | 4 نوفمبر 1946      |
|             | المنظمة الأوروبية لسلامة الملاحة الجوية   | 2002                 | 1960               |
|             | الاتحاد البريدي العالمي                   | ?                    | ?                  |
|             | مؤسسة التنمية الدولية                     | 15 أكتوبر 1991       | 30 ديسمبر 1960     |
|             | منظمة حظر الأسلحة الكيميائية              | ?                    | ?                  |
|             | وكالة ضمان الاستثمار متعدد الأطراف        | 15 أكتوبر 1991       | 28 ديسمبر 1989     |
|             | منظمة الشرطة الجنائية الدولية             | ?                    | ?                  |
|             | مؤسسة التمويل الدولية                     | 15 أكتوبر 1991       | 20 يوليو 1956      |
|             | البنك الدولي للإنشاء والتعمير             | 15 أكتوبر 1991       | 27 ديسمبر 1945     |
|             | منظمة الأمن والتعاون في أوروبا            | 19 يونيو 1991        | 25 يونيو 1973      |
|             | المركز الدولي لتسوية المنازعات الاستشارية | 14 نوفمبر 1991       | 20 سبتمبر 1967     |

## أعلام
هذه قائمة لبعض الشخصيات التي تربطها علاقات بالبلدين:
- اربين بايراكتاراي (29 يناير 1973 – )
- لوريك تسانا (لاعب كرة قدم ألباني، 27 يوليو 1983[21] – )

## وصلات خارجية
- موقع وزارة الخارجية الألبانية
- موقع وزارة الخارجية الفرنسية